# Епархия Минделу
Епархия Минделу (лат. Dioecesis Mindelensis) — епархия Римско-Католической церкви c центром в городе Минделу, Кабо-Верде. Юрисдикция епархии Минделу распространяется на острова Барлавенту. Епархия Минделу подчиняется непосредственно Святому Престолу. Кафедральным собором епархии Минделу является церковь Богоматери Света.

## История
9 декабря 2003 года Римский папа Иоанн Павел II издал буллу Spiritali fidelium, которой учредил епархию Минделу, выделив её из епархии Сантьягу-де-Кабо-Верде.

## Ординарии епархии
- епископ Арлинду Гомеш Фуртаду(14.11.2003 — 22.07.2009) — назначен епископом Сантьягу-де-Кабо-Верде;
- епископ Ildo Augusto Dos Santos Lopes Fortes (25.01.2011 — по настоящее время).